# Stefan Marinovic
Stefan Marinovic (Auckland, 7 de octubre de 1991) es un futbolista neozelandés que juega como arquero en el Hapoel Tel Aviv de la Liga Premier de Israel.

## Carrera
Fue promovido al primer equipo del Auckland City en 2007, aunque en 2008 dejó el club para firmar con el Waitakere United. Luego de no jugar en ninguno de los dos equipos, se trasladó a Alemania para incorporarse al Wehen Wiesbaden. Dejó el club en 2012 y a principios de 2013 fichó con el Ismaning, aunque ese mismo año pasaría al 1860 Múnich II. En 2014 fue transferido al SpVgg Unterhaching, con el que conseguiría el ascenso a la 3. Liga en 2017. Una vez finalizada la temporada, el contrato de Marinovic venció, por lo que firmó con el Vancouver Whitecaps canadiense, participante de la Major League Soccer estadounidense. Al finalizar el año 2018 quedó libre y el 7 de marzo de 2019 firmó por el Bristol City hasta final de temporada. En junio de 2019 regresó a Nueva Zelanda tras firmar por dos años con el Wellington Phoenix.

### Clubes
| Club                     | País          | Año       |
| ------------------------ | ------------- | --------- |
| Auckland City F. C.      | Nueva Zelanda | 2007-2008 |
| Waitakere United         | Nueva Zelanda | 2008-2009 |
| S. V. Wehen Wiesbaden    | Alemania      | 2009-2012 |
| F. C. Ismaning           | Alemania      | 2013      |
| TSV 1860 Múnich II       | Alemania      | 2013-2014 |
| SpVgg Unterhaching       | Alemania      | 2014-2017 |
| Vancouver Whitecaps      | Canadá        | 2017-2018 |
| Bristol City F. C.       | Inglaterra    | 2019      |
| Wellington Phoenix F. C. | Nueva Zelanda | 2019-2021 |
| Hapoel Nazareth Illit    | Israel        | 2021-2022 |
| Hapoel Tel Aviv          | Israel        | 2022-     |

### Selección nacional
Disputó los tres encuentros que Nueva Zelanda disputó en la Copa Mundial sub-20 de 2011. Con la selección absoluta hizo su debut en el amistoso ante Corea del Sur disputado el 31 de marzo de 2015, que fue derrota para los All Whites por 1-0. En la Copa de las Naciones de la OFC 2016 colaboró a que Nueva Zelanda se proclamara campeona consiguiendo también el Guante de Oro, galardón entregado al mejor arquero de la competición. Al año siguiente fue titular en los tres encuentros de su seleccionado en la Copa FIFA Confederaciones 2017.

#### Partidos e invictos internacionales
| Partidos e invictos internacionales | Partidos e invictos internacionales | Partidos e invictos internacionales | Partidos e invictos internacionales | Partidos e invictos internacionales | Partidos e invictos internacionales        | Partidos e invictos internacionales |
| #                                   | Fecha                               | Estadio                             | Rival                               | Resultado                           | Competición                                | Invicto                             |
| ----------------------------------- | ----------------------------------- | ----------------------------------- | ----------------------------------- | ----------------------------------- | ------------------------------------------ | ----------------------------------- |
| 2015                                |                                     |                                     |                                     |                                     |                                            |                                     |
| 1                                   | 31 de marzo                         | Estadio Mundialista, Seúl           | Corea del Sur                       | 0 – 1                               | Amistoso                                   |                                     |
| 2                                   | 7 de septiembre                     | Estadio Thuwunna, Rangún            | Birmania                            | 1 – 1                               | Amistoso                                   |                                     |
| 3                                   | 12 de noviembre                     | Estadio Al-Seeb, Mascate            | Omán                                | 1 – 0                               | Amistoso                                   | 1 (1)                               |
| 2016                                |                                     |                                     |                                     |                                     |                                            |                                     |
| 4                                   | 28 de mayo                          | Sir John Guise, Puerto Moresby      | Fiyi                                | 3 – 1                               | Copa de las Naciones de la OFC 2016        |                                     |
| 5                                   | 31 de mayo                          | Sir John Guise, Puerto Moresby      | Vanuatu                             | 5 – 0                               | Copa de las Naciones de la OFC 2016        | 1 (2)                               |
| 6                                   | 4 de junio                          | Sir John Guise, Puerto Moresby      | Islas Salomón                       | 1 – 0                               | Copa de las Naciones de la OFC 2016        | 1 (3)                               |
| 7                                   | 8 de junio                          | Sir John Guise, Puerto Moresby      | Nueva Caledonia                     | 1 – 0                               | Copa de las Naciones de la OFC 2016        | 1 (4)                               |
| 8                                   | 11 de junio                         | Sir John Guise, Puerto Moresby      | Papúa Nueva Guinea                  | 0 – 0                               | Copa de las Naciones de la OFC 2016        | 1 (5)                               |
| 9                                   | 8 de octubre                        | Nissan Stadium, Nashville           | México                              | 1 – 2                               | Amistoso                                   |                                     |
| 10                                  | 11 de octubre                       | RFK Stadium, Washington D. C.       | Estados Unidos                      | 1 – 1                               | Amistoso                                   |                                     |
| 11                                  | 12 de noviembre                     | Estadio North Harbour, Auckland     | Nueva Caledonia                     | 2 – 0                               | Clasificación para la Copa Mundial de 2018 | 1 (6)                               |
| 12                                  | 15 de noviembre                     | Stade Yoshida, Koné                 | Nueva Caledonia                     | 0 – 0                               | Clasificación para la Copa Mundial de 2018 | 1 (7)                               |
| 2017                                |                                     |                                     |                                     |                                     |                                            |                                     |
| 13                                  | 25 de marzo                         | Churchill Park, Lautoka             | Fiyi                                | 2 – 0                               | Clasificación para la Copa Mundial de 2018 | 1 (8)                               |
| 14                                  | 28 de marzo                         | Westpac Stadium, Wellington         | Fiyi                                | 2 – 0                               | Clasificación para la Copa Mundial de 2018 | 1 (9)                               |
| 15                                  | 2 de junio                          | Windsor Park, Belfast               | Irlanda del Norte                   | 0 – 1                               | Amistoso                                   |                                     |
| 16                                  | 12 de junio                         | Estadio Traktar, Minsk              | Bielorrusia                         | 0 – 1                               | Amistoso                                   |                                     |
| 17                                  | 17 de junio                         | Zenit Arena, San Petersburgo        | Rusia                               | 0 – 2                               | Copa FIFA Confederaciones 2017             |                                     |
| 18                                  | 21 de junio                         | Estadio Olímpico, Sochi             | México                              | 1 – 2                               | Copa FIFA Confederaciones 2017             |                                     |
| 19                                  | 25 de junio                         | Zenit Arena, San Petersburgo        | Portugal                            | 0 – 4                               | Copa FIFA Confederaciones 2017             |                                     |
| 20                                  | 1 de septiembre                     | Estadio North Harbour, Auckland     | Islas Salomón                       | 6 – 1                               | Clasificación para la Copa Mundial de 2018 |                                     |
| 21                                  | 5 de septiembre                     | Estadio Lawson Tama, Honiara        | Islas Salomón                       | 2 – 2                               | Clasificación para la Copa Mundial de 2018 |                                     |
| 22                                  | 6 de octubre                        | Estadio Toyota, Nagoya              | Japón                               | 1 – 2                               | Amistoso                                   |                                     |
| 23                                  | 11 de noviembre                     | Westpac Stadium, Wellington         | Perú                                | 0 – 0                               | Clasificación para la Copa Mundial de 2018 | 1 (10)                              |
| 24                                  | 15 de noviembre                     | Estadio Nacional, Lima              | Perú                                | 0 – 2                               | Clasificación para la Copa Mundial de 2018 |                                     |

## Palmarés

### Títulos internacionales
| Título                         | Club (*)                   | País               | Año  |
| ------------------------------ | -------------------------- | ------------------ | ---- |
| Copa de las Naciones de la OFC | Selección de Nueva Zelanda | Papúa Nueva Guinea | 2016 |

(*) Incluyendo la selección.

### Distinciones individuales
| Distinción                                         | Año  |
| -------------------------------------------------- | ---- |
| Guante de Oro en la Copa de las Naciones de la OFC | 2016 |